# 中野シロウ
中野 シロウ（なかの シロウ、1967年 - ）は、日本のデザイナー。プレイセットプロダクツ代表。

## 来歴
神奈川県生まれ。
美術学校卒業後、玩具メーカーに勤務。キャラクターデザイン製作のほか、企業の商品企画やプロデュースも多く手がける。

## 主な作品
- ひよこちゃん（日清食品、チキンラーメン）
- シスコーン（日清シスコ）
- Juratic（福井県）
- まもるくん（アース製薬）
- アクピー（アクアシティお台場）
- Ms.リラックス（アース製薬）
- nimocaのキャラクター（西日本鉄道）[3]